# Миранда Каули Хелър
Миранда Каули Хелър (на английски: Miranda Cowley Heller) е американска журналистка, сценаристка и писателка на произведения в жанра социална драма.

## Биография и творчество
Миранда Филипс Каули Хелър е родена през 1962 г. в Ню Йорк, САЩ, в семейство на писатели и артисти. Дядо ѝ, Малкълм Коули, е известен поет и критик, леля ѝ, Хейдън Ерера, е историк на изкуството и биограф, а сестрата на съпруга ѝ, Зои Хелър, също е писателка. Миранда получава магистърска степен от Харвардския университет. Приета е в докторска програма по история на изкуството в Калифорнийския университет в Лос Анджелис, но се отказва и се премества със съпруга си, Бруно Хелър, британски телевизионен сценарист, заради неговата работа в Лондон.
Започва кариерата си в списание „Космополитън“, където работи като редактор за художествена литература и книги. После живее в Италия, а през 1997 г. се премества в Лос Анджелис, за да работи като разработчик на драматични сериали в HBO, като редактор на сценарии, старши вицепрезидент и ръководител на драматични сериали. Участва в реализирането на предавания като сериалите „Семейство Сопрано“, „Наркомрежа“, „Два метра под земята ООД“ и др. Пише също като като хоби. Служи в борда и управителния комитет на Центъра за изящни изкуства в Провинстаун, Масачузетс, и до сливането му с PEN America е ковчежник и член на борда.
Първият ѝ роман „Хартиеният дворец“ е издаден през 2021 г. Хартиеният дворец“ е семейна резиденция на брега на красиво езеро на Кейп Код, където Елеонор прекарва всяко свое лято, място, което съхранява най-свидните ѝ спомени и най-мъчителните ѝ тайни. След като изневерява на мъжа си с приятеля си от детинство Джонас, Елеонор е изправена пред дилема кого от двамата да избере – обичания си съпруг или първата си любов, а решението ѝ е свързано с много дълга нишка от събития, започнала още преди раждането ѝ. Романът става бестселър №1 в списъка на „Ню Йорк Таймс“, преведен е на над 30 езика по света и е предвиден за екранизация от HBO.
Миранда Каули Хелър живее със семейството си в Лос Анджелис, Лондон и Кейп Код.

## Произведения

### Самостоятелни романи
- The Paper Palace (2021)[1][2][3]
Хартиеният дворец, изд.: ИК „Кръг“, София (2022), прев. Владимир Германов